# Tarachaster australis
Tarachaster australis är en sjöstjärneart som beskrevs av McKnight 1973. Tarachaster australis ingår i släktet Tarachaster och familjen Ganeriidae.
Artens utbredningsområde är havet kring Nya Zeeland. Inga underarter finns listade i Catalogue of Life.